# Карпенко, Николай Борисович
Николай Борисович Карпенко (род. 1949) — первый заместитель губернатора Магаданской области.
Кандидат экономических наук (1994), автор более 20 научных работ и публикаций. В должности доцента кафедры экономики и менеджмента ведёт преподавательскую работу в Северном международном университете.

## Биография
Родился 13 июля 1949 года в селе Пешково Ростовской области в крестьянской семье.
Трудовую деятельность начал в 1968 году после окончания Ростовского радиотехнического техникума. Отслужив срочную службу в армии, работал на военной кафедре Новочеркасского политехнического института, в котором, впоследствии, учился на строительном факультете по специальности промышленного и гражданского строительства.
По окончании института был направлен по распределению в Магадан, где с 1977 года работал на должностях мастера-бригадира, прораба, начальника участка, начальника строительного управления треста «Магадангорстрой».
После работы в тресте «Магадангорстрой» работал в партийных органах, заместителем начальника Главка Госснаба СССР.
С 1990 года — в органах исполнительной власти Магадана. Был первым заместителем председателя горисполкома.
В 1993 году назначен главой городской администрации Магадана. В 1997 и 2001 годах избирался мэром Магадана. Находился на данной должности до 2004 года. После этого некоторое время работал в Контрольном управлении администрации Президента РФ в Южном федеральном округе. Вернулся в Магадан в 2005 году.
Окончил Академию государственной службы при Президенте Российской Федерации.
Женат, имеет двух сыновей

## Награды
- Орден Почёта (6 декабря 2003 года) — за достигнутые трудовые успехи и многолетнюю добросовестную работу[2].
- Орден Дружбы (10 сентября 1999 года) — за заслуги перед государством, многолетний добросовестный труд и большой вклад в укрепление дружбы и сотрудничества между народами[3].
- Лауреат премии Петра Великого.
- Имеет государственные награды.
- Почётный гражданин Магадана (6 мая 2005) — за многолетний, добросовестный труд, большой вклад в развитие и укрепление города Магадана и Магаданской области.